# Jan Jansen
Johannes Hendrikus Jansen –conocido como Jan Jansen– (Basdorf, Alemania, 26 de febrero de 1945) es un deportista neerlandés que compitió en ciclismo en la modalidad de pista, especialista en la prueba de tándem.
Participó en los Juegos Olímpicos de México 1968, obteniendo una medalla de plata en la prueba de tándem (haciendo pareja con Leijn Loevesijn).

## Medallero internacional
| Juegos Olímpicos | Juegos Olímpicos           | Juegos Olímpicos | Juegos Olímpicos |
| Año              | Lugar                      | Medalla          | Competición      |
| ---------------- | -------------------------- | ---------------- | ---------------- |
| 1968             | Ciudad de México ( México) | Medalla de plata | Tándem           |